# Magny-Châtelard
Magny-Châtelard település Franciaországban, Doubs megyében. Lakosainak száma 64 fő (2022. január 1.). Magny-Châtelard Aïssey, Côtebrune és Chaux-lès-Passavant községekkel határos.

## Népesség
A település népességének változása:
| Lakosok száma | 44   | 25   | 20   | 16   | 52   | 58   | 61   | 62   | 63   | 64   |
|               | 1968 | 1982 | 1990 | 2006 | 2013 | 2015 | 2017 | 2019 | 2020 | 2022 |